# برگ‌ریزان (کتاب)
برگریزان یا سقوط برگ‌ها (به ترکی استانبولی: Yaprak Dökümü) رمانی است که توسط نویسنده و نمایشنامه‌نویس ترک، رشاد نوری گونتکین، در سال ۱۹۳۰ منتشر شد.

## داستان
این رمان حول محور یک خانواده ترک طبقه متوسط در دهه ۱۹۲۰ می‌چرخد. شخصیت‌های اصلی عبارتند از علی رضا تکین (سرپرست خانواده تکین)، همسرش خیریه و دختران آنها: فکرت (دختر بزرگ)، لیلا (دختر دوم)، نجلا (دختر سوم)، عایشه (کوچک‌ترین دخترشان). تنها پسرشان شوکت (که بین فکرت و لیلا است) و عروسش فرخنده (که آنتاگونیست یا مخالف قهرمان اصلی هم هست).
در اثر از هم پاشیدگی خانواده ای که غرب زدگی را اشتباه فهمیده و وارد یک زندگی تجملی شده روایت می‌شود.
علی رضا بیگ فردی درونگرا، صادق و اصولگرا است که به ارزش‌های اخلاقی اهمیت می‌دهد. علی رضا بیگ شغل خود را رها می‌کند و به خانه خود در اسکدار می‌رود زیرا در شرکتی که در آن کار می‌کند با رویدادها و موقعیت‌هایی روبرو می‌شود که با قضاوت‌های ارزشی خودش ناسازگار است. در استانبول علی رضا بیگ متوجه می‌شود که برای امرار معاش خانواده اش باید کار کند و در یک شرکت خصوصی به عنوان مترجم شروع به کار می‌کند. بحثی که او در این شرکت با یک مرد جوان می‌کند و سخن آن مرد جوان کل موضوع رمان را خلاصه می‌کند:
مثلاً مردی را در نظر بگیرید که در زمینه دین یا موسیقی کار می‌کند. تنها مایه امید او بزرگ کردن بچه‌ها، گل‌ها یا سبزیجات است. اما، برای این، شما باید حداقل پول کمی برای زندگی داشته باشید. شما نگران گل هستید. اما اگر ذره ای پول نباشد؟ هر چقدر هم تلاش کنی، معلوم است که از خاک گلی به آن عطر و رنگی که می‌خواهی عمل نخواهد آمد… پدرت، بچه‌ات، پولی ندارند؟ در پایان عمر شما، فرزندان شما به جز منظره غم‌انگیز ریزش برگ‌ها، لذتی به شما نخواهند داد.
علی رضا بیگ نیز پس از یک مورد فسق و فجور مجبور به ترک این شغل می‌شود. مستمری بازنشستگی علیرضا بیگ نمی‌تواند مخارج خانه را تأمین کند. خانواده از یافتن غذا، پوشاک و غیره در خانه ناتوان شده‌اند. هرچند با این وضعیت بد، هیچ ناآرامی در خانه وجود ندارد اما علی رضا بیگ اعتبار سابق خود را در خانه از دست داده است.
شوکت پسر علی رضا بیگ با حقوق بالا در بانک شروع به کار می‌کند. با حقوق شوکت چهره‌های خانواده ای که از فقر خلاص شده بودند شروع به لبخند زدن می‌کند. شوکت مانند پدرش فردی باسواد، پاکدامن و با شخصیت است. او همچنین به شدت به خانواده‌اش وابسته است.
در حالی که همه چیز خوب پیش می‌رود، شوکت شروع به رابطه با زنی متأهل به نام فرخنده می‌کند. وقتی این رابطه آشکار می‌شود، فرخنده توسط شوهرش رها می‌شود. شوکت مجبور می‌شود با او ازدواج کند.
فرخنده زنی سرگرم‌کننده است. خواهران شوکت لیلا و نجلا هر دو زیبا هستند. آنها با خواهر بزرگترشان فکرت کنار نمی‌آیند. با آمدن فرخنده، نظم و سبک زندگی در خانه شروع به تغییر می‌کند. آمدن فرخنده بر لیلا و نجلا که در جستجوی چیزهای جدید هستند، تأثیر می‌گذارد. علاقه به سرگرمی و مد در میان خانواده شروع می‌شود. مهمانی‌ها اغلب در خانه برگزار می‌شود. علی رضا بیگ تا حدودی به همین دلیل شروع به رفتن به قهوه‌خانه می‌کند. تمام مشکل خیریه این است که برای دخترانش شوهر پولدار پیدا کند.
علی رضا بیگ مخالف این همه مهمانی‌های تفریحی و زندگی لوکس است. با این حال او زیاد صحبت نمی‌کند زیرا پسرش شوکت هزینه‌ها را تقبل می‌کند و به مرور زمان به این نوع سرگرمی‌ها عادت می‌کند. علاوه بر این، او مجبور است حوادثی را تحمل کند که هرگز نمی‌تواند آنها را بپذیرد.
سرگرمی و مهمانی در خانه شروع به سنگینی بر بودجه خانواده می‌کند. دختر بزرگتر فکرت که اصلاً از این وضعیت راضی نیست، حاضر می‌شود با یک مرد بیوه فرزنددار ساکن آداپازاری ازدواج کند؛ بنابراین، اولین برگ از درخت خانواده می‌افتد.
شوکت که در تأمین مخارج خانه مشکل دارد، مقدار زیادی پول از بانک اختلاس می‌کند و نمی‌تواند آن را پس بدهد. هنگامی که این وضعیت کشف می‌شود، او به زندان محکوم می‌شود؛ بنابراین، برگ دوم می‌افتد. در حالی که شوهرش در زندان است زنش از خانه فرار می‌کند. این سقوط برگ سوم خواهد بود. علی رضا بیگ دوباره کنترل خانه را به دست می‌گیرد و زندگی تفریحی به پایان می‌رسد. این زندگی یکنواخت برای دختران بسیار خسته کننده است.
لیلا و نجلا دلتنگ زندگی سرگرم‌کننده قدیمی ای هستند که به آن عادت کرده بودند. یک دلال چهل ساله لیلا را می‌خواهد. با این حال، معلوم می‌شود که کارگزار یک کلاهبردار است. لیلا با او ازدواج نمی‌کند. لیلا همچنین نمی‌خواهد با مردی که او را دوست دارد ازدواج کند. او با «عبدالوهاب» نامزد می‌کند که خود را ثروتمند معرفی می‌کند. لیلا خوشحال است و با جواهرات و لباس‌های فاخر عرضه شده توسط عبدالوهاب پز می‌دهد، در حالی که نجلا به خواهرش حسودی می‌کند. وقتی عبدالوهاب متوجه می‌شود که در گذشته لیلا با مردان دیگر در معاشرت بوده به نجلا پیشنهاد ازدواج می‌دهد. اگرچه این پیشنهاد خانواده را شوکه می‌کند، اما با اصرار نجلا باید آن را بپذیرند. نجلا ازدواج می‌کند و به سوریه می‌رود. یک غافلگیری بزرگ در سوریه در انتظار نجلا است. عبدالوهاب مردی مردسالارتر از پدرش است و در آنجا زندگی بدون تجملاتی دارد و دو زن دیگر نیز دارد. نجلا نامه ای به پدرش می‌نویسد تا در اولین فرصت او را نجات دهد. با این حال، این درخواست بی‌پاسخ می‌ماند. این سقوط چهارمین برگ است.
پس از ازدواج نجلا با عبدالوهاب، لیلا دچار حمله عصبی می‌شود و ماه‌ها از آن رنج می‌برد. لیلا سپس معشوقه یک وکیل متأهل می‌شود. وقتی علی رضا بیگ متوجه وضعیت می‌شود، لیلا را از خانه بیرون می‌کند. این سقوط پنجمین برگ است. پس از این واقعه، علی رضا بیگ سکته خفیفی می‌کند. بعد از رفتن لیلا، خانه کاملاً خلوت می‌شود و خیریه نیز اغلب علی رضا بیگ را سرزنش می‌کند. پس از آن، علی رضا بیگ نزد دختر بزرگش فکرت می‌رود. پس از رفتن او خیریه با عایشه زندگی خود را با لیلا آغاز می‌کنند. با این حال، او نمی‌تواند آرامشی را که به دنبال آن است، در آنجا پیدا کند. فکرت که در خانواده ای پرجمعیت یک زندگی جهنمی ای دارد و علیرغم تمام نیت‌های خیرش، در موقعیتی نیست که از علیرضا بیگ مراقبت کند.
علی رضا بیگ به استانبول بازمی‌گردد. از آنجایی که بیماری او کاملاً پیشرفت کرده است، بدون اینکه به خانه برود مستقیماً به بیمارستان می‌رود. لیلا با اطلاع از وضعیت پدرش، او را از بیمارستان بیرون می‌آورد و به خانه خودش می‌برد. آنها شروع به زندگی در آپارتمانی در تقسیم می‌کنند. علی رضا در نهایت و ناگزیر، علی رضا بیگ با ناامیدی وضعیت لیلا را می‌پذیرد و فقط سعی می‌کند از دوستان قدیمی خود و چشم مردم فرار کند.

## شخصیت‌ها
علی‌رضا بیگ: علی‌رضا بیگ، کارمند بازنشسته دولتی، فردی مؤمن، صادق و اصولی است که به ارزش‌های اخلاقی اهمیت می‌دهد. او تلاش می‌کند آینده خوبی برای فرزندانش فراهم کند. با اینکه قصد داشت فرزندانش را به خوبی تربیت کند، اما به دلیل شرایط اجتماعی و اقتصادی که در آن قرار داشتند نتوانست در این امر موفق باشد.
خیریه: او همسر علی‌رضا بیگ است. او زنی مؤمن، محترم، ساده لوح و نادان نسبت به شوهرش است. قبلاً از حرف شوهرش فراتر نمی‌رفت، اما با تغییر شرایط زندگی، تبدیل به فردی شده است که شوهرش را نمی‌خواهد. او نتوانست با خواسته‌های دخترانش مخالفت کند و به جای حمایت از علی‌رضا بیگ، در کنار دخترانش ایستاد.
فکرت: او دختر بزرگ علی‌رضا بیگ است. او دختری بالغ است که بیشتر از همه از پدرش حمایت می‌کند و مانند او به ارزش‌های اخلاقی اهمیت می‌دهد. فکرت مثل خواهرانش زیبا نیست. همچنین به دلیل بیماری لکه ای روی صورتش باقی مانده است. او مانند خواهرانش به لباس و زیور آلات و سرگرمی علاقه ندارد. او که نمی‌توانست خوشگذرانی و مهمانی‌های خانه را تحمل کند، حاضر شد با مردی بیوه و بچه‌دار ازدواج کند.
شوکت: تنها پسر علی‌رضا بیگ است. او جوانی محترم و مؤدب است که تجربه زندگی ندارد. او به عنوان منشی در یک بانک کار می‌کند. هنگامی که او به اشتباه ازدواج می‌کند و برای برآوردن خواسته‌های همسر و خواهرانش اختلاس می‌کند، زندانی می‌شود.
لیلا: دختر وسطی علی‌رضا بیگ است. او یک دختر زیبای هجده ساله است. او دختری است که به زینت، مد و سرگرمی علاقه دارد. خواستگارهایش را دوست ندارد و با مردی سوری نامزد می‌کند. عبدالوهاب سوری آرزوی وصلت با خواهرش نجلا را دارد و ادعا می‌کند که او با مردان دیگر معاشرت می‌کند. لیلا که دچار حمله عصبی شده و بیمار می‌شود و معشوقه یک وکیل می‌شود.
نجلا: چهارمین فرزند علی‌رضا بیگ است. او یک دختر زیبا و شانزده ساله است. او مانند لیلا به زیور آلات، مد و سرگرمی علاقه دارد. در حالی که با لیلا به خوبی کنار می‌آید، نمی‌تواند با فکرت کنار بیاید. وقتی نامزد خواهرش به او روی می‌آورد، نجلا با این تصور اینکه زندگی ثروتمندی دارد، حاضر به ازدواج می‌شود. با این حال، یک زندگی ناامیدکننده در سوریه در انتظار او است.
عبدالوهاب: او یک مرد چهل و پنج ساله است. علیرغم اینکه خود را به عنوان یک مرد ثروتمند نشان می‌دهد، فردی است که به سختی کار می‌کند. بین زندگی پر زرق و برق او در استانبول و زندگی او در سوریه تفاوت‌های زیادی وجود دارد. او با چند شغل مختلط امرار معاش می‌کند.
تحسین: مردی است که فکرت با او ازدواج کرده است. او مردی بیوه پنجاه ساله با سه فرزند است. او بی‌ادب و نادان است. فکرت به دلیل اینکه رفتار خواهرانش در خانه را تأیید نمی‌کرد و نمی‌توانست با آنها کنار بیاید، با او ازدواج می‌کند.
وکیل: با اینکه متأهل و صاحب فرزند است اما نتوانسته خوشبختی را که در ازدواجش انتظار داشت، بیابد و فردی مرفه است. طلاق نمی‌گیرد چون همسرش قبول نمی‌کند اما نمی‌تواند لیلا را هم رها کند. او لیلا را در یک آپارتمان کوچک ساکن می‌کند و هر وقت فرصتی پیدا می‌کند به دیدار لیلا می‌رود. به دلیل علاقه ای که به لیلا دارد، موافقت می‌کند که پدر و مادرش در همان آپارتمان بمانند.

## ارزیابی
کتاب یک «رمان واقع‌گرایانه» است زیرا وقایع از منظر واقع‌گرایانه بررسی می‌شوند. با توجه به موضوعی که به آن می‌پردازد، وارد ژانر «رمان اجتماعی» می‌شود.
طرح و موضوع رمان: در این رمان، فروپاشی و از هم پاشیدگی خانواده ای روایت می‌شود که با الگوبرداری از سبک زندگی خودنمایی غرب، ارزش‌های زندگی خود را فراموش می‌کند. در عنوان خانواده درخت و برگ‌ها اعضای خانواده در نظر گرفته می‌شود و رمان در همین راستا روایت می‌شود.
زبان و بیان: در رمانی که با نگاهی رئالیستی و با استادی مطابق با زبان رمان نوشته شده است، از شیوه بیانی گرم، صمیمانه، بی تکلف استفاده شده است که خواننده را خسته نمی‌کند. نویسنده از تشبیهات و استعاره‌هایی که حواس خواننده را پرت می‌کرد اجتناب می‌کند. او مراقب است که به جای توصیف طولانی از عبارات طبیعی استفاده کند. این رمان به زبانی ساده، واضح و روشن نوشته شده است که همه می‌توانند آن را بفهمند. مکالمات مطابق با زبان گفتاری روزانه طبیعی و زنده است. متن از دیدگاه غالب به صورت سوم شخص روایت می‌شود.
موقعیت‌هایی مانند زندگی خانوادگی، تقلید از سبک زندگی غربی، انحراف و پا گذاشتن به مسیرهای اشتباه برای زندگی پر زرق و برق موضوع بسیاری از رمان‌های ترکی بوده است. برگ‌ریزان از نظر موضوع، دیدگاه، زبان و بیان، جای خود را در میان پرخواننده‌ترین رمان‌های ادبیات ترکیه باز کرده است.
گرچه تاریخ دقیقی ذکر نشده است، اما احتمالاً وقایع در حدود دهه ۱۹۲۰ میلادی در سال‌های اول جمهوری ترکیه رخ داده است.
چاپ سوم و چهارم این اثر که چاپ دوم آن توسط انتشارات معلم حلیت در سال ۱۹۴۱ انجام شد نیز توسط همین انتشارات منتشر شد. چاپ پنجم توسط انتشارات سمیح لطفی ساخته شده است. بعدها، انتشارات اینکیلاپ (انتشارات انقلاب) حقوق انتشار این اثر را خرید و پنجاه و ششمین نسخه آن را در سال ۲۰۰۸ منتشر کرد.

## اقتباس‌ها
- برای اولین بار یک اقتباس سینمایی در سال ۱۹۵۷[۵]
- در سال ۱۹۶۷ به صورت فیلم سینمایی بلند (به مدت یک ساعت و ۳۱ دقیقه سیاه و سفید[۶])
- برگ‌ریزان: در سال ۱۹۸۸ به صورت یک میتی‌سریال تلویزیونی در هفت قسمت از کانال تی‌آرتی ترکیه بنام پخش شد. سریال به بافت موضوعی رمان وفادار بود و شخصیت‌ها خیلی تغییر نکردند.[۷]
- برگ‌ریزان: در سال ۲۰۰۶ به صورت یک سریال تلویزیونی در ۵ فصل و به‌طور کلی ۱۷۴ قسمت در کانال د پخش شد.[۸]